# Cantó d'Aulnay
El cantó d'Aulnay és un cantó francès del departament del Charente Marítim, situat al districte de Saint-Jean-d'Angély. Té 24 municipis i el cap és Aulnay.

## Municipis
- Aulnay
- Blanzay-sur-Boutonne
- Cherbonnières
- Chives
- Contré
- Dampierre-sur-Boutonne
- Les Éduts
- Fontaine-Chalendray
- Le Gicq
- Loiré-sur-Nie
- Néré
- Nuaillé-sur-Boutonne
- Paillé
- Romazières
- Saint-Georges-de-Longuepierre
- Saint-Mandé-sur-Brédoire
- Saint-Martin-de-Juillers
- Saint-Pierre-de-Juillers
- Saleignes
- Seigné
- La Villedieu
- Villemorin
- Villiers-Couture
- Vinax

| Data d'elecció                           | Identitat           | Partit        | Qualitat |
| ---------------------------------------- | ------------------- | ------------- | -------- |
| 1945-1951                                | Henri Guérinaud     | SFIO          |          |
| 1951-1964                                | Roger Chapeaud      | RGR           |          |
| 1964-1976                                | Pierre Chapeaud     | Divers droite |          |
| 1976-1994                                | Paul Baron          | PS            |          |
| 1994-2008                                | Bernadette Guillard | UDF           |          |
| 2008-                                    | Jean-Mary Boisnier  | Divers droite |          |
| les dades anteriors no són pas conegudes |                     |               |          |
|                                          |                     |               |          |

| A partir de 1990: Població sense dobles comptes |